# Duga Luka (Labin)
 Duga Luka  (Prtlog, Prklog, olaszul: Portolungo) falu Horvátországban, Isztria megyében. Közigazgatásilag Labinhoz tartozik.

## Fekvése
Az Isztria keleti részén, Labin központjától 6 km-re délkeletre a Prtlog-öböl feletti földnyelven fekszik.

## Története
A régészeti leletek tanúsága szerint területe már a történelem előtti időkben is lakott volt. A szelektől jól védett Prtlog-öbölben települt Duga Luka (régi horvát nevén Prtlog) már a római korban Albona közelében fekvő fontos kikötő volt. Virágkorát a Velencei Köztársaság idején élte és egészen 19. századig Labin fő kikötője volt, míg a Labin-Rabac út megépítésével el nem veszítette korábbi jelentőségét. Lakói hagyományosan halászattal, kereskedelemmel, kis mértékben mezőgazdasággal (főként olajbogyó termesztéssel) is foglalkoztak. A településnek 1880-ban 76, 1910-ben 65 lakosa volt. Az első világháború után Olaszország, a második világháború után Jugoszlávia része lett. Jugoszlávia felbomlása után 1991-ben a független Horvátország része lett. 2011-ben 27 lakosa volt. Lakóinak fő megélhetési forrása a turizmusból származik.

## Nevezetességei
A falu közelében találhatók a középkori román stílusú Szent György kápolna maradványai, melynek apszisában töredékesen fennmaradtak a 15. századi freskók. A környező erdős területet 1973-ban természetvédelmi területté nyilvánították.

## Lakosság
| Lakosság változása | Lakosság változása | Lakosság változása | Lakosság változása | Lakosság változása | Lakosság változása | Lakosság változása | Lakosság változása | Lakosság változása | Lakosság változása | Lakosság változása | Lakosság változása | Lakosság változása | Lakosság változása | Lakosság változása | Lakosság változása |
| ------------------ | ------------------ | ------------------ | ------------------ | ------------------ | ------------------ | ------------------ | ------------------ | ------------------ | ------------------ | ------------------ | ------------------ | ------------------ | ------------------ | ------------------ | ------------------ |
| 1857               | 1869               | 1880               | 1890               | 1900               | 1910               | 1921               | 1931               | 1948               | 1953               | 1961               | 1971               | 1981               | 1991               | 2001               | 2011               |
| 0                  | 0                  | 76                 | 75                 | 74                 | 65                 | 0                  | 0                  | 32                 | 43                 | 30                 | 21                 | 18                 | 18                 | 20                 | 27                 |